# Cidariophanes psittacaria
Cidariophanes psittacaria là một loài bướm đêm trong họ Geometridae.